# 메종 마르지엘라
메종 마르지엘라(프랑스어: Maison Margiela)는 벨기에의 디자이너 마틴 마르지엘라가 설립한 프랑스의 명품 브랜드이다. 2002년 마르니, 질 샌더, 디젤 등을 보유한 이탈리아의 패션 업체 OTB가 인수하여 자회사가 되었다.